# Nuuk Idraetslag
Nuuk IL (celým názvem: Nuuk Idraetslag) je grónský sportovní klub, který sídlí ve městě Nuuk (dánsky: Godthåb). Založen byl v roce 1934, letopočet vzniku je i v klubovém emblému. Fotbalový oddíl se pravidelně účastní konečné fáze nejvyšší fotbalové soutěže v zemi. Mužský oddíl je šestinásobným mistrem Grónska z let 1955, 1981, 1985, 1986, 1990 a 1997. Oddíl házené je jedenáctinásobným mistrem Grónska. Své domácí zápasy odehrává na stadionu Nuuk, který má kapacitu 2 000 diváků. Klubové barvy jsou modrá a bílá.
Mimo mužský fotbalový oddíl má sportovní klub i jiné oddíly, mj. oddíl ženského fotbalu a házené.

## Získané trofeje

### Fotbal
- Angutit Inersimasut GM ( 6x )
  - 1954/55, 1981, 1985, 1986, 1990, 1997
- Arnat Inersimasut GM ( 9x )
  - 2001, 2002, 2004, 2005, 2007, 2009, 2011, 2012, 2015[4]

### Házená
- 1. liga ( 11x )
  - 1978, 1991, 1994, 1995, 1996, 1997, 1998, 1999, 2001, 2002, 2004

## Umístění v jednotlivých sezonách
Zdroj: 
Legenda: Z - zápasy, V - výhry, R - remízy, P - porážky, VG - vstřelené góly, OG - obdržené góly, +/- - rozdíl skóre, B - body, zlaté podbarvení - 1. místo, stříbrné podbarvení - 2. místo, bronzové podbarvení - 3. místo, červené podbarvení - sestup, zelené podbarvení - postup, fialové podbarvení - reorganizace, změna skupiny či soutěže
| Grónsko (1954 – ) |                                             |        |     |     |     |     |     |     |     |     |        |
| Sezóny            | Liga                                        | Úroveň | Z   | V   | R   | P   | VG  | OG  | +/- | B   | Pozice |
| 1954/55           | Grønlandturneringen                         | 1      | ... | ... | ... | ... | ... | ... | ... | ... | 1.     |
| ...               |                                             |        |     |     |     |     |     |     |     |     |        |
| 1959/60           | Grønlandturneringen                         | 1      | ... | ... | ... | ... | ... | ... | ... | ... |        |
| ...               |                                             |        |     |     |     |     |     |     |     |     |        |
| 1963/64           | Grønlandturneringen                         | 1      | ... | ... | ... | ... | ... | ... | ... | ... |        |
| ...               |                                             |        |     |     |     |     |     |     |     |     |        |
| 1967/68           | Grønlandturneringen                         | 1      | ... | ... | ... | ... | ... | ... | ... | ... |        |
| 1969              | Grønlandturneringen                         | 1      | ... | ... | ... | ... | ... | ... | ... | ... |        |
| ...               |                                             |        |     |     |     |     |     |     |     |     |        |
| 1973              | Angutit Inersimasut GM                      | 1      | ... | ... | ... | ... | ... | ... | ... | ... | 4.     |
| ...               |                                             |        |     |     |     |     |     |     |     |     |        |
| 1976              | Angutit Inersimasut GM                      | 1      | 3   | 0   | 1   | 2   | 5   | 10  | -5  | 1   | 3.     |
| ...               |                                             |        |     |     |     |     |     |     |     |     |        |
| 1978              | Angutit Inersimasut GM                      | 1      | 3   | 1   | 1   | 1   | 5   | 5   | 0   | 3   | 2.     |
| ...               |                                             |        |     |     |     |     |     |     |     |     |        |
| 1980              | Angutit Inersimasut GM – sk. B              | 1      | 2   | 1   | 0   | 1   | 6   | 4   | +2  | 2   | 2.     |
| 1981              | Angutit Inersimasut GM                      | 1      | ... | ... | ... | ... | ... | ... | ... | ... | 1.     |
| 1982              | Angutit Inersimasut GM – sk. B              | 1      | 2   | 0   | 0   | 2   | 4   | 7   | -3  | 0   | 2.     |
| ...               |                                             |        |     |     |     |     |     |     |     |     |        |
| 1984              | Angutit Inersimasut GM – sk. A              | 1      | 2   | 2   | 0   | 0   | 11  | 1   | +10 | 4   | 1.     |
| 1985              | Angutit Inersimasut GM                      | 1      | ... | ... | ... | ... | ... | ... | ... | ... | 1.     |
| 1986              | Angutit Inersimasut GM                      | 1      | ... | ... | ... | ... | ... | ... | ... | ... | 1.     |
| 1987              | Angutit Inersimasut GM – sk. A              | 1      | ... | ... | ... | ... | ... | ... | ... | ... | 3.     |
| 1988              | Angutit Inersimasut GM – sk. A              | 1      | 3   | 2   | 0   | 1   | 14  | 5   | +9  | 4   | 2.     |
| 1989              | Angutit Inersimasut GM – sk. B              | 1      | 3   | 3   | 0   | 0   | 24  | 5   | +19 | 6   | 1.     |
| 1990              | Angutit Inersimasut GM – sk. B              | 1      | 2   | 1   | 1   | 0   | 8   | 3   | +5  | 3   | 1.     |
| 1991              | Angutit Inersimasut GM – sk. Midtgrønland A | 1      | 4   | 0   | 3   | 1   | 6   | 9   | -3  | 3   | 5.     |
| 1992              | Angutit Inersimasut GM – sk. A              | 1      | 2   | 1   | 1   | 0   | 5   | 3   | +2  | 4   | 1.     |
| 1993              | Angutit Inersimasut GM – sk. Midtgrønland   | 1      | 5   | 1   | 1   | 3   | 6   | 14  | -8  | 3   | 4.     |
| 1994              | Angutit Inersimasut GM – sk. B              | 1      | 2   | 1   | 1   | 0   | 7   | 6   | +1  | 3   | 1.     |
| 1995              | Angutit Inersimasut GM – sk. Midtgrønland A | 1      | 4   | 2   | 0   | 2   | 6   | 9   | -3  | 6   | 3.     |
| 1996              | Angutit Inersimasut GM – sk. A              | 1      | 3   | 3   | 0   | 0   | 15  | 4   | +11 | 9   | 1.     |
| 1997              | Angutit Inersimasut GM – sk. B              | 1      | 3   | 3   | 0   | 0   | 9   | 3   | +6  | 9   | 1.     |
| 1998              | Angutit Inersimasut GM – sk. A              | 1      | 3   | 2   | 0   | 1   | 8   | 8   | 0   | 6   | 2.     |
| 1999              | Angutit Inersimasut GM – sk. B              | 1      | 3   | 2   | 0   | 1   | 3   | 1   | +2  | 6   | 2.     |
| 2000              | Angutit Inersimasut GM – sk. A              | 1      | 3   | 1   | 0   | 2   | 10  | 7   | +3  | 3   | 3.     |
| 2001              | Angutit Inersimasut GM – sk. B              | 1      | 3   | 2   | 0   | 1   | 8   | 5   | +3  | 6   | 2.     |
| 2002              | Angutit Inersimasut GM – sk. B              | 1      | 3   | 0   | 1   | 2   | 7   | 10  | -3  | 1   | 4.     |
| 2003              | Angutit Inersimasut GM – sk. Midtgrønland   | 1      | 3   | 1   | 1   | 1   | 7   | 6   | +1  | 4   | 3.     |
| 2004              | Angutit Inersimasut GM – sk. B              | 1      | 3   | 1   | 0   | 2   | 4   | 7   | -3  | 3   | 3.     |
| ...               |                                             |        |     |     |     |     |     |     |     |     |        |
| 2008              | Angutit Inersimasut GM – sk. Midtgrønland   | 1      | 4   | 1   | 2   | 1   | 9   | 9   | 0   | 5   | 4.     |
| 2009              | Angutit Inersimasut GM – sk. B              | 1      | 3   | 1   | 1   | 1   | 5   | 5   | 0   | 4   | 3.     |
| 2010              | Angutit Inersimasut GM – sk. B              | 1      | 3   | 2   | 0   | 1   | 9   | 5   | +4  | 6   | 2.     |
| 2011              | Angutit Inersimasut GM – sk. Midtgrønland   | 1      | 3   | 1   | 1   | 1   | 6   | 6   | 0   | 4   | 3.     |
| ...               |                                             |        |     |     |     |     |     |     |     |     |        |
| 2013              | Angutit Inersimasut GM – sk. A              | 1      | 3   | 2   | 1   | 0   | 5   | 1   | +4  | 7   | 2.     |
| 2014              | Angutit Inersimasut GM – sk. B              | 1      | 3   | 0   | 2   | 1   | 2   | 4   | -2  | 2   | 3.     |
| 2015              | Angutit Inersimasut GM – sk. Midtgrønland   | 1      | 5   | 1   | 1   | 3   | 5   | 8   | -3  | 4   | 4.     |
| 2016              | Angutit Inersimasut GM – sk. Midtgrønland A | 1      | 2   | 1   | 0   | 1   | 15  | 5   | +10 | 3   | 2.     |

Poznámky k fázím grónského mistrovství
- 1954/55: Klub došel do finále národního mistrovství, kde zvítězil nad mužstvem Nagdlunguaq-48 poměrem 17:1 a získal tak svůj první mistrovský titul.
- 1959/60: Klub došel do semifinále národního mistrovství, kde podlehl mužstvu Kissaviarsuk-33 neznámým poměrem.
- 1963/64: Klub došel do osmifinále národního mistrovství, kde podlehl mužstvu Nagtoralik Paamiut poměrem 2:4.
- 1967/68: Výsledky v první fázi turnaje nejsou známy, zaručil si ovšem v této fázi postup do druhé fáze. V ní skončil ve finále skupiny Midtkredsen, kde podlehl mužstvu Siumut Amerdlok Kunuk neznámým poměrem.
- 1969: V první fázi turnaje klub skončil v semifinále skupiny Nuuk, kde podlehl mužstvu Grønlands Seminarius Sportklub neznámým poměrem.
- 1973: Z této sezóny je známo pouze konečné umístění finálové fáze, v níž se klub umístil na celkovém čtvrtém místě.
- 1976: Z této sezóny je známo pouze konečné umístění finálové fáze, v níž se klub umístil na celkovém čtvrtém místě.
- 1978: Z této sezóny je známo pouze konečné umístění finálové fáze, v níž se klub umístil na celkovém druhém místě.
- 1980: Výsledky v první a druhé fázi turnaje nejsou známy, klub se ovšem probojoval do finální fáze celostátního turnaje. Ve skupině B se umístil na druhém místě, které zaručovalo místenku v semifinále (prohra s Nagdlunguaq-48 poměrem 1:3). Po prohře v semifinále se zúčastnil boje o třetí místo, ve kterém podlehl mužstvu CIF-70 Qasigiannguit poměrem 0:2.
- 1981: Z této sezóny je známo pouze konečné umístění finálové fáze a zápas finále o mistra Grónska, v němž se klub zvítězil nad mužstvem Nagdlunguaq-48 poměrem 4:1 a získal tak svůj druhý mistrovský titul.
- 1982: Výsledky v první a druhé fázi turnaje nejsou známy, klub se ovšem probojoval do finální fáze celostátního turnaje. Ve skupině B se umístil na posledním třetím místě.
- 1984: Výsledky v první a druhé fázi turnaje nejsou známy, klub se ovšem probojoval do finální fáze celostátního turnaje. Ve skupině A se umístil na prvním místě, které zaručovalo místenku v semifinále (prohra s Disko-76 poměrem 3:5 po penaltách). Po prohře v semifinále se zúčastnil boje o třetí místo, ve kterém zvítězil nad mužstvem 	Nagtoralik Paamiut poměrem 3:1.
- 1985: Z této sezóny je známo pouze konečné umístění finálové fáze. V zápase o mistra Grónska, klub zvítězil nad mužstvem Disko-76 poměrem 4:2 a získal tak svůj třetí mistrovský titul.
- 1986: Z této sezóny je známo pouze konečné umístění finálové fáze. V zápase o mistra Grónska, klub zvítězil nad mužstvem Kissaviarsuk-33 neznámým poměrem a získal tak svůj čtvrtý mistrovský titul.
- 1987: Výsledky v první a druhé fázi turnaje nejsou známy, klub se ovšem probojoval do finální fáze celostátního turnaje. Ve skupině A se umístil na třetím místě.
- 1988: Výsledky v první a druhé fázi turnaje nejsou známy, klub se ovšem probojoval do finální fáze celostátního turnaje. Ve skupině A se umístil na druhém místě, které zaručovalo místenku v semifinále (prohra s Kissaviarsuk-33 poměrem 2:4). Po prohře v semifinále se zúčastnil boje o třetí místo, ve kterém podlehl mužstvu Ilulissat-69 poměrem 1:4.
- 1989: Výsledky v první fázi turnaje nejsou známy. Po druhém místě ve druhé fázi (skupina Midtgrønland) se klub probojoval do finální fáze celostátního turnaje. Ve skupině B se umístil na prvním místě, které zaručovalo místenku v semifinále (prohra s Kissaviarsuk-33 poměrem 1:3). Po prohře v semifinále se zúčastnil boje o třetí místo, ve kterém zvítězil nad mužstvem Nagdlunguaq-48 poměrem 10:2.
- 1990: Klub se nezúčastnil první fáze, protože byl nasazen bez boje do druhé. Po vítězství ve druhé fázi (skupina A) se klub probojoval do finální fáze celostátního turnaje. Ve skupině B se umístil na prvním místě, které zaručovalo místenku v semifinále (výhra nad Disko-76 poměrem 4:3). Po semifinálovém vítězství se klub zúčastnil finále o celkového mistra Grónska. V něm zvítězil nad mužstvem Aqigssiaq Maniitsoq poměrem 6:0 a získal tak svůj pátý mistrovský titul.
- 1991: Výsledky v první fázi turnaje nejsou známy, zaručil si ovšem v této fázi postup do druhé fáze. V ní skončil na pátém nepostupovém místě ve skupině Midtgrønland A.
- 1992: První fázi turnaje klub skončil na prvním místě ve skupině 6, což zaručovalo postup do druhé fáze. Po vítězství ve druhé fázi (skupina D) se klub probojoval do finální fáze celostátního turnaje. Ve skupině B se umístil na prvním místě, které zaručovalo místenku v semifinále (prohra s Siuteroq Nanortalik-43 poměrem 2:4). Po prohře v semifinále se zúčastnil boje o třetí místo, ve kterém podlehl mužstvu Nagdlunguaq-48 poměrem 1:3.
- 1993: První fázi turnaje klub skončil na druhém místě ve skupině Nuuk, což zaručovalo postup do druhé fáze. V ní skončil na čtvrtém nepostupovém místě ve skupině Midtgrønland.
- 1994: Výsledky v první fázi turnaje nejsou známy. Po druhém místě ve druhé fázi (skupina Midtgrønland) se klub probojoval do finální fáze celostátního turnaje. Ve skupině B se umístil na prvním místě, které zaručovalo místenku v semifinále (prohra s Aqigssiaq Maniitsoq poměrem 1:2). Po prohře v semifinále se zúčastnil boje o třetí místo, ve kterém zvítězil nad mužstvem Kugsak-45 poměrem 4:1.
- 1995: Výsledky v první fázi turnaje nejsou známy, zaručil si ovšem v této fázi postup do druhé fáze. V ní skončil na třetím nepostupovém místě ve skupině Midtgrønland A.
- 1996: Výsledky v první a druhé fázi turnaje nejsou známy, klub se ovšem probojoval do finální fáze celostátního turnaje. Ve skupině A se umístil na prvním místě, které zaručovalo místenku v semifinále (prohra s Kugsak-45 poměrem 0:2). Po prohře v semifinále se zúčastnil boje o třetí místo, ve kterém podlehl mužstvu Disko-76 poměrem 0:2.
- 1997: Výsledky v první a druhé fázi turnaje nejsou známy, klub se ovšem probojoval do finální fáze celostátního turnaje. Ve skupině A se umístil na prvním místě, které zaručovalo místenku v semifinále (výhra nad Kugsak-45 poměrem 2:0). Po semifinálovém vítězství se klub zúčastnil finále o celkového mistra Grónska. V něm zvítězil nad mužstvem Kissaviarsuk-33 poměrem 4:0 a získal tak svůj šestý mistrovský titul.
- 1998: Výsledky v první a druhé fázi turnaje nejsou známy, klub se ovšem probojoval do finální fáze celostátního turnaje. Ve skupině A se umístil na druhém místě, které zaručovalo místenku v semifinále (výhra nad Narsaq-85 poměrem 2:1). Po semifinálovém vítězství se klub zúčastnil finále o celkového mistra Grónska. V něm podlehl mužstvu Kissaviarsuk-33 poměrem 0:1 a obsadil tak celkové druhé místo.
- 1999: Výsledky v první fázi turnaje nejsou známy. Po druhém místě ve druhé fázi (skupina Midtgrønland) se klub probojoval do finální fáze celostátního turnaje. Ve skupině B se umístil na druhém místě, které zaručovalo místenku v semifinále (prohra s B-67 poměrem 1:3). Po prohře v semifinále se zúčastnil boje o třetí místo, ve kterém podlehl mužstvu Kissaviarsuk-33 poměrem 1:3.
- 2000: Výsledky v první fázi turnaje nejsou známy, zaručil si ovšem v této fázi postup do druhé fáze. Po vítězství ve druhé fázi (skupina Midtgrønland) se klub probojoval do finální fáze celostátního turnaje. Ve skupině A se umístil na třetím místě, které zaručovalo pouze souboj o konečné páté místo v turnaji. V něm klub se klub utkal s mužstvem FC Malamuk, konečný výsledek je ovšem neznámý.
- 2001: Výsledky v první fázi turnaje nejsou známy, zaručil si ovšem v této fázi postup do druhé fáze. Po vítězství ve druhé fázi (skupina Midtgrønland) se klub probojoval do finální fáze celostátního turnaje. Ve skupině B se umístil na druhém místě, které zaručovalo místenku v semifinále (prohra s Kugsak-45 poměrem 1:7). Po prohře v semifinále se zúčastnil boje o třetí místo, ve kterém podlehl mužstvu FC Malamuk poměrem 1:2.
- 2002: Výsledky v první fázi turnaje nejsou známy, zaručil si ovšem v této fázi postup do druhé fáze. Po druhém místě ve druhé fázi (skupina Midtgrønland) se klub probojoval do finální fáze celostátního turnaje. Ve skupině B se umístil na posledním čtvrtém místě, které zaručovalo pouze souboj o konečné sedmé místo v turnaji. V něm klub zvítězil nad mužstvem FC Malamuk poměrem 2:0.
- 2003: Výsledky v první fázi turnaje nejsou známy, zaručil si ovšem v této fázi postup do druhé fáze. V ní skončil na třetím nepostupovém místě ve skupině Midtgrønland.
- 2004: Výsledky v první a druhé fázi turnaje nejsou známy, klub se ovšem probojoval do finální fáze celostátního turnaje. Ve skupině A se umístil na třetím místě, které zaručovalo pouze souboj o konečné páté místo v turnaji. V něm klub podlehl mužstvu Narsaq-85 poměrem 0:1.
- 2008: Výsledky v první fázi turnaje nejsou známy, zaručil si ovšem v této fázi postup do druhé fáze. V ní skončil na čtvrtém nepostupovém místě ve skupině Midtgrønland.
- 2009: Výsledky v první fázi turnaje nejsou známy, zaručil si ovšem v této fázi postup do druhé fáze. Po druhém místě ve druhé fázi (skupina Midtgrønland) se klub probojoval do finální fáze celostátního turnaje. Ve skupině B se umístil na třetím místě, které zaručovalo pouze souboj o konečné páté místo v turnaji. V něm klub podlehl mužstvu Nagdlunguaq-48 poměrem 0:1.
- 2010: Výsledky v první a druhé fázi turnaje nejsou známy, klub se ovšem probojoval do finální fáze celostátního turnaje. Ve skupině B se umístil na druhém místě, které zaručovalo místenku v semifinále (prohra s B-67 poměrem 0:4). Po prohře v semifinále se zúčastnil boje o třetí místo, ve kterém podlehl mužstvu Nagdlunguaq-48 poměrem 0:3.
- 2011: Výsledky v první fázi turnaje nejsou známy, zaručil si ovšem v této fázi postup do druhé fáze. V ní skončil na třetím nepostupovém místě ve skupině Midtgrønland.
- 2013: Výsledky v první a druhé fázi turnaje nejsou známy, klub se ovšem probojoval do finální fáze celostátního turnaje. Ve skupině A se umístil na druhém místě, které zaručovalo místenku v semifinále (prohra s B-67 poměrem 0:4). Po prohře v semifinále se zúčastnil boje o třetí místo, ve kterém zvítězil nad mužstvem FC Malamuk poměrem 2:1.
- 2014: Výsledky v první a druhé fázi turnaje nejsou známy, klub se ovšem probojoval do finální fáze celostátního turnaje. Ve skupině B se umístil na třetím místě, které zaručovalo pouze souboj o konečné páté místo v turnaji. V něm klub podlehl mužstvu Nagdlunguaq-48 poměrem 0:1.
- 2015: Výsledky v první fázi turnaje nejsou známy, zaručil si ovšem v této fázi postup do druhé fáze. V ní skončil na čtvrtém nepostupovém místě ve skupině Midtgrønland.
- 2016: Výsledky v první fázi turnaje nejsou známy, zaručil si ovšem v této fázi postup do druhé fáze. V ní skončil na druhém nepostupovém místě ve skupině Midtgrønland A.